# 證券及期貨事務監察委員會

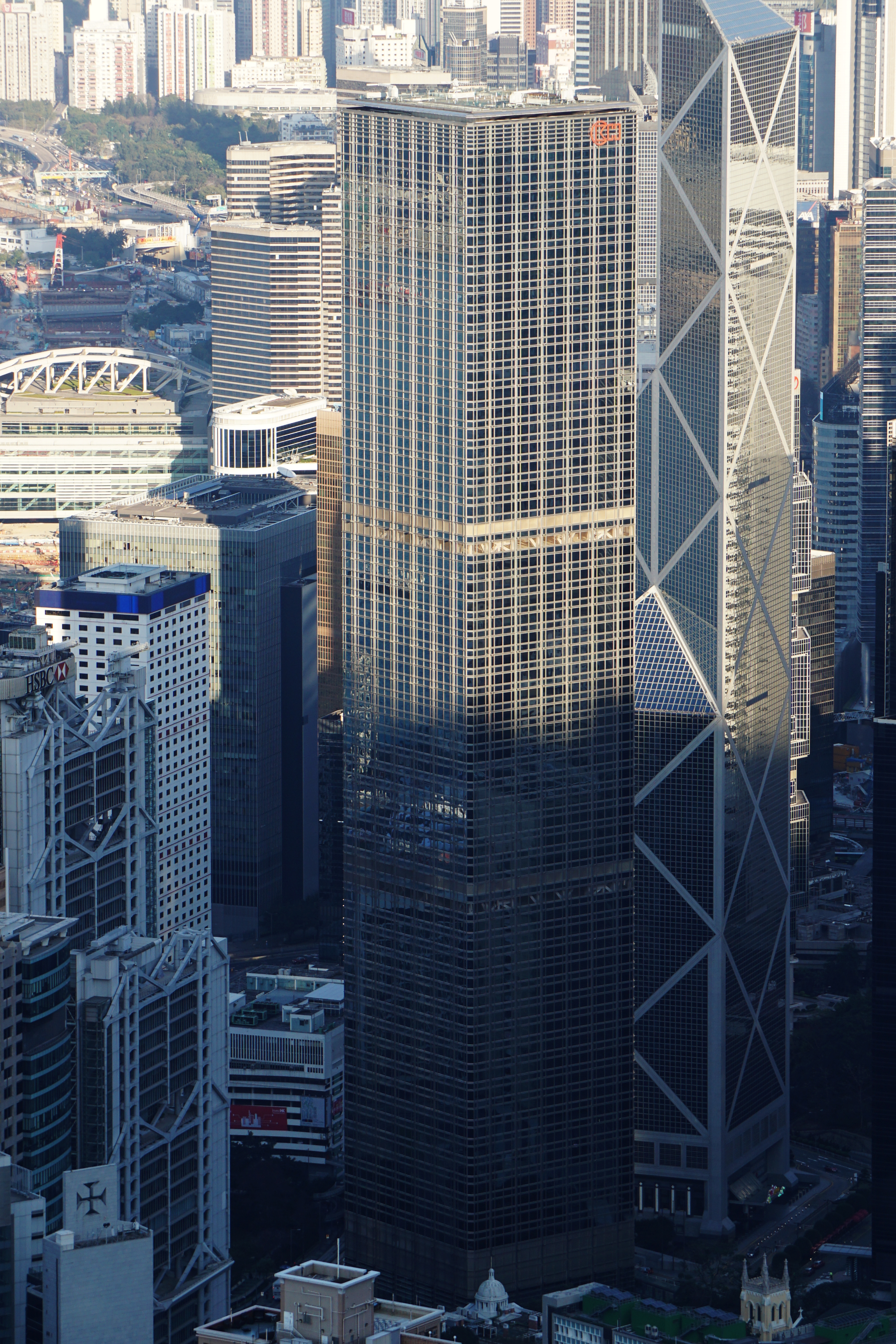
香港證監會總部於2013年2月-2020年7月間設於長江集團中心

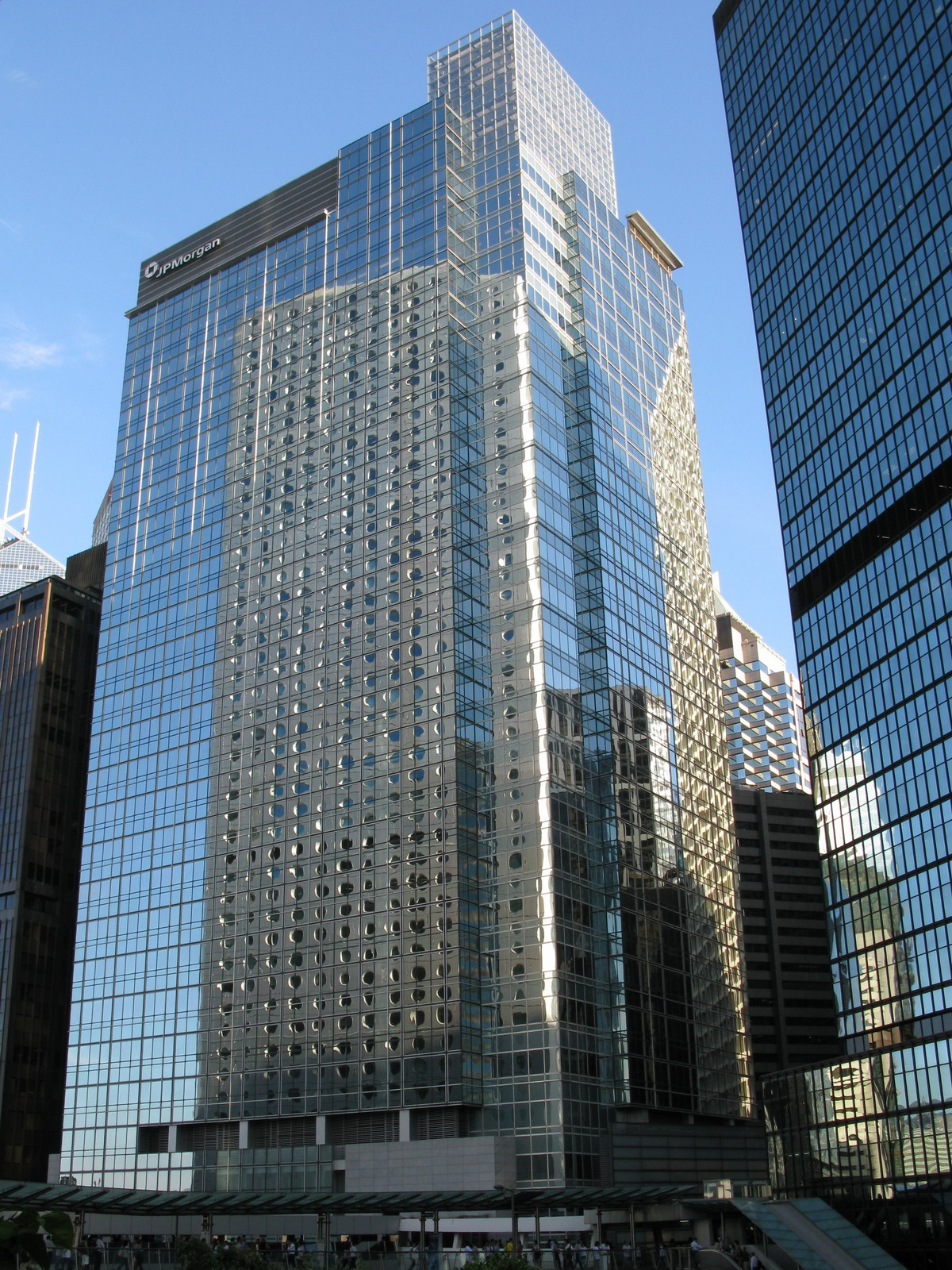
香港證監會總部於2013年2月前設於遮打大廈

證券及期貨事務監察委員會（英語：Securities and Futures Commission, SFC，簡稱證監會）是香港獨立於政府公務員架構外的法定組織，負責監管香港的證券及期貨市場運作。
證監會於1989年5月1日根據《證券及期貨事務監察委員會條例》（《證監會條例》）（香港法例第24章）而成立，而成立原因是用來糾正1987年下半年股災造成之危機。2003年4月1日，《證監會條例》與9條涉及證券期貨的條例（包括《證券條例》、《槓桿外匯條例》、《保障投資者條例》、《證券（披露權益）條例》、《商品交易條例》、《證券交易所合併條例》、《證券及期貨（結算所）條例》等）合併，成為《證券及期貨條例》（香港法例第571章）。
證監會的工作，包括監管證券、期貨及槓桿式外匯交易的參與者，其他證券及期貨中介人，香港交易所及所有香港上市公司，並對違規者執行紀律處分。

## 主席[2]
- 區偉賢（Robert Owen，1989年－1992年）
- 羅德滔（Robert Nottle，1992年－1994年）
- 梁定邦（Anthony Neoh，1995年－1998年）
- 沈聯濤，SBS（1998年－2005年10月1日）
- 韋奕禮（英语：Martin Wheatley）（2005年10月1日－2006年10月20日，改任行政總裁）
- 方正，GBS，JP（2006年10月20日－2012年10月19日）
- 唐家成，GBS，JP（2012年10月20日－2018年10月19日）[3]
- 雷添良，GBS，JP（2018年10月20日－2024年10月19日）[4][5]
- 黃天祐博士，SBS，JP（2024年10月20日－2027年10月19日）[6]

## 行政總裁
- 韋奕禮（英语：Martin Wheatley）（2006年－2011年）
- 歐達禮，SBS，JP（2011年－2022年）
- 梁鳳儀，SBS，JP（2023年－）[7]

## 架構
- 證監會董事局
  - 稽核委員會
  - 薪酬委員會
  - 財政預算委員會
  - 諮詢委員會
  - 各監管事務委員會
  - 執行委員會
    - 行政總裁辦公室
      - 機構秘書及對外事務
      - 國際事務及可持續金融
      - 內地事務
      - 新聞組

    - 企業融資部
    - 法規執行部
    - 中介機構部
      - 發牌科
      - 中介機構監察科

    - 投資產品部
    - 法律服務部
    - 市場監察部
    - 機構事務部
      - 投訴科
      - 財務科
      - 人力資源科
      - 資訊科技科
      - 規劃及行政科

## 總辦事處
2023年11月，證監會公布已與太古地產簽署買賣協議，斥54億元購置鰂魚涌港島東中心12個樓層（42至54樓，但不包括49樓防火層），作為其永久辦事處，而有關交易將在5年內完成。

### 總辦事處變遷
- 中環交易廣場2期38樓及歷山大廈12樓（1989年5月1日 - 1992年10月8日）
- 中環公爵大廈9至13樓及15樓（1992年10月9/11日 - 2003年7月）
- 中環遮打大廈5樓505-510室及6-9樓（2003年6月30日－2013年2月1日）[9][10]
- 中環皇后大道中2號長江集團中心30-33樓及35樓全層（2013年2月4日－2020年7月3日）
- 鰂魚涌華蘭路18號港島東中心38樓、45-48樓及50-54樓（2020年7月6日至今）

## 相關影視作品
- 投資本色
- 投資本色-世紀之旅
- 證義搜查線系列

## 外部連結
- 證券及期貨事務監察委員會（页面存档备份，存于）